# Максимов, Владимир Евсеевич
Владимир Евсеевич Максимов — телережиссёр, тележурналист, телепродюсер

## Биография
Максимов Владимир Евсеевич родился в г. Ленинграде 14 ноября 1946 года. Мать — Максимова Галина Александровна врач, скончалась в 2021 году в возрасте 101 год.
С 1953 по 1961 год учился в школе №193 имени Н.К. Крупской
С 1959 по 1962 год занимался в кино/фото студии Ленинградского Дворца пионеров.
С 1963 года начал работать на Ленинградской студии телевидения, параллельно заканчивая 10-й класс вечерней школы.
С 1965 года стал работать помощником, затем ассистентом режиссёра и режиссёром в Детской редакции телевидения.
В 1967 году параллельно с работой поступил и в 1973 закончил Ленинградский государственный институт театра, музыки и кинематографии по специальности «режиссёр телевидения».
С 1969 года в Детской редакции Ленинградского телевидения начал работать с редактором Тамарой Вениаминовной Оленевой. 5 ноября 1971 года состоялось бракосочетание Владимира и Тамары Максимовых, а 5 ноября 2021 года их «Золотая свадьба».
В 1978 году у Владимира и Тамары родилась дочь Анастасия Максимова.
С 1970 года Владимир со своей супругой Тамарой Максимовой на базе Ленинградского Дворца пионеров создали первую в стране пионерскую телестанцию «Сами о себе», где разработали первые в СССР телеигры, как жанр, «До Зеркального-100», «Пионерград» и «Один за всех, все за одного», шедших с 1970 по 1979 годы по Ленинградскому и Центральному ТВ.
С 1979 года Владимир и Тамара разработали и впервые организовали первую межнациональную молодёжную телеигру «Янтарный ключ» между городами Прибалтики и Ленинграда, идущую впервые в режиме телемоста.
С 1984 года Владимир Максимов совместно с супругой придумали первое в СССР музыкально-публицистическое шоу «Музыкальный ринг».
С 1985 года — Владимир Максимов разработал и осуществил первое в СССР информационно-развлекательное обозрение «Телекурьер». впервые в один день снятое и вышедшее в эфир с помощью ручных телекамер.
С 1987 года Владимир и Тамара Максимовы впервые в СССР осуществили интерактивное политическое шоу «Общественное мнение» с опросами телезрителей в прямом эфире.
В 1989 году Владимир и Тамара Максимовы организовали первую в СССР независимую телекомпанию «ТВ-Нева», с помощью которой впервые в стране создали:
- Первые в СССР благотворительные 24-х часовые телемарафоны «Дети», «Чернобыль», «Возвращение Санкт-Петербурга»;
- Первую в СССР международную телепрограмму — акцию в поддержку фермерского движения «Кто с нами»;
- Первый в стране открытый финал голосования граждан России по проекту Новой Конституции и выборов первого состава Госдумы.

В программах Владимира и Тамары Максимовых впервые на телевидении появились: Анатолий Собчак, Анатолий Чубайс, Галина Старовойтова, Оксана Дмитриева, Юрий Болдырев и др. общественные деятели; Александр Розенбаум, Борис Гребенщиков, Жанна Агузарова, Валерий Леонтьев, Николай Басков, Анна Нетребко, Михаил Круг и др. артисты.
В 1987 году Владимир и Тамара Максимовы стали лауреатами Премии Союза журналистов СССР за программы, созданные на ТВ.
В 1995 году Владимир Максимов работал главным менеджером 1 канала.
С 1996 по 2000 годы — главным режиссёром Пятого канала.
В 2005 году — главным продюсером спецпроектов компании Амедиа.
С 2006 года по настоящее время проживает на Кипре.

## Личная жизнь
Жена — Максимова Тамара Вениаминовна
- Дочь — Максимова Анастасия Владимировна
  - Внучка — Алиса Гонсалес Моро

## Фильмография
ВИДЕО/ФИЛЬМОГРАФИЯ ВЛАДИМИРА МАКСИМОВА:
1967-1968 гг. "Все наверх!", ЛенТВ - тележурнал для школьников /режиссер/
1968 г. "Алгоритм", ЛенТВ - цикл развлекательно-познавательных передач для детей /режиссер/
1969 г. "ТАП - Телевизионное агентство пионерия", 1 ЦТ, ЛенТВ - тележурнал для школьников / режиссер/
1969 г. "До Зеркального - 100", ЛенТВ - телеигра для школьников. Первая в СССР телеигра, как жанр /автор идеи, режиссер/

1970 г. "10 лет Звездному", ЛенТВ - д/фильм о десятилетии "Звездного городка" /режиссер, оператор/    
1970 г. "Модели на старт", ЛенТВ - цикл спортивно-развлекательных передач для школьников /автор, режиссер, ведущий/
1970- 1977 гг. "Сами о себе", ЛенТВ - передачи пионерской телестанции /соавтор, режиссер/
1970 г. "Пионерград", ЛенТВ - телеигра для пионерских отрядов /режиссер/
1971 г. "10 тысяч увлеченных", ЛенТВ - д/фильм о Ленинградском Дворце пионеров /соавтор, режиссер/
1971 - 1978 гг. "Один за всех, все за одного", ЛенТВ, 1 ЦТ - Всесоюзная телеигра для пионерских отрядов /соавтор идеи, автор разработки, соавтор, режиссер/
1978-1980 гг. "Телевожатый", ЛенТВ - развлекательно-познавательный цикл передач для школьников / автор идеи и разработки, режиссер/
1976 г. "Семейные тесты для жениха и невесты", ЛенТВ - цикл игровых программ для молодежи / соавтор, режиссер/
1977 г. "Игры деловых людей", ЛенТВ - цикл дискуссионных-игровых передач для молодежи /соавтор, режиссер/
1977 г. "Сто тысяч Я", Лендокфильм - д/фильм о пионерской игре "Зарница" /соавтор/
1978 г. "Круиз", ЛенТВ - цикл игровых программ для молодежи ленинградских островов /соавтор идеи, автор разработки, режиссер/
1979-1983 гг. "Янтарный ключ", ЛенТВ и студии столиц Прибалтики - цикл развлекательно-игровых программ для молодежи Ленинграда, Таллина, Риги и Вильнюса. Впервые в СССР в режиме телемоста /соавтор идеи, автор разработки, режиссер/
1980-1983 г. "Мелодии Янтарного ключа", ЛенТВ - цикл музыкальных программ для молодежи / соавтор, режиссер/
1981-1982 гг. "Параллели - меридианы", ЛенТВ - цикл международных развлекательно -познавательных программ для молодежи /соавтор, режиссер/
1984-1989 гг. "Музыкальный ринг", ЛенТВ, 1 ЦТ - первое в СССР музыкально-публицистическое шоу / соавтор идеи, автор разработки, режиссер/
1985-1986 гг. "Лицом к городу", ЛенТВ - цикл общественно-политических программ /автор идеи и разработки, режиссер/
1985-1994 гг. "Телекурьер", ЛенТВ - первое в СССР информационно-развлекательное обозрение, снятое "с колес" мобильными камерами /автор идеи и разработки, режиссер/
1986 г. «Дорогами перестройки», Лентелефильм - д/фильм об экономических преобразованиях на ЛМЗ /соавтор, режиссер/
1987-1989 гг. "Общественное мнение", ЛенТВ, 1ЦТ - первое в СССР политическое шоу, первая в медиапространстве интерактивная связь с телезрителями через телефоны и компьютер /автор идеи и разработки, режиссер/
1989 г. "Американские бизнесмены и перестройка", ЛенТВ - теледиспут конгрессменов США и предпринимателей СССР /соавтор, режиссер, оператор подсъемок в США/
1989 г. "Жаркая осень в Тюбингене", ЛенТВ - д/фильм о Конгрессе советских и западных политиков и журналистов в ФРГ /соавтор, режиссер, оператор/
1989 г. "Как вас теперь называть?", ЛенТВ - д/фильм о судьбе Юлиана Панича /соавтор, режиссер, оператор/
1990 г. "Телемарафон Детского фонда", 1 ЦТ, 2ЦТ - первая в СССР 24-х часовая благотворительная ТВ-акция /соавтор, режиссер/
1990 г. "Телемарафон Чернобыль", 1ЦТ, 2ЦТ - 24-х часовая благотворительная ТВ-акция /соавтор, режиссер/
1991 г. "Телемарафон "Возрождение Санкт-Петербурга", 1ЦТ, 2ЦТ, ЛенТВ - 24-х часовая благотворительная ТВ-акция /соавтор, режиссер/
1991 г. "Возвращение Санкт-Петербурга", 1 ЦТ, ЛенТВ - д/фильм, приуроченный к переименованию Ленинграда в Санкт-Петербург /соавтор/
1991 г. "Золото Санкт-Петербурга", ЛенТВ - д/фильм об уникальных архитектурных сооружениях Санкт-Петербурга /соавтор/
1992 г. "Кто с нами", 1 ЦТ - телесериал - международная акция поддержки фермерского движения в России /соавтор, режиссер/
1992 г. ""Всемирная ярмарка "Российский фермер", 1 ЦТ - серия международных репортажей /автор идеи организации ярмарки, соавтор, режиссер/
1992 г. «Вкусное шоу Тамары Максимовой» - первое в России кулинарное шоу /соавтор/
1992 г. "Возвращение Александра Бенуа", ТРК Петербург - д/фильм о возвращении в Россию из-за рубежа художественных ценностей /соавтор/
1992-1993 гг., «Общественное мнение - Россия»,1 ЦТ - политическое шоу с прямой трансляцией на страны СНГ и Европу /соавтор, режиссер/
1993 г. "Начни с нуля... И выиграй!", /по заказу 1 ЦТ/ - международный телевизионный бизнес-турнир / автор идеи и разработки/
1993 г. "Встреча Нового политического года", 1 ЦТ - первый Общероссийский открытый финал голосования граждан России по проекту Новой Конституции России и выборов первого состава Госдумы /автор идеи, соавтор, режиссер/
1994 г. "Суд чести» /по заказу 1ЦТ/- первые в истории телевидения России судебные заседания с присяжными-телезрителями /автор идеи и разработки/
1994-1995 гг. "5 минут о хорошей жизни", РТР - д/телесериал - международная акция поддержки первых российских приватизированных предприятий /соавтор, режиссер/
1994 г. "Что наша жизнь", «ТРК Петербург» - д/телесериал о наших современниках /соавтор, режиссер/

1995 г. "Непобедимые", ОРТ - д/телесериал к юбилею Победы /автор идеи и разработки, соавтор/
1995 г. "Вкус к жизни", «5 канал" - развлекательно-познавательное шоу - общенациональное движение в защиту здорового образа жизни /соавтор/
1996 г. "Создай себя, семью, Россию" / по заказу НТР - Национальной телесети России/ - общенациональный проект, направленный на активное преобразование и консолидацию общества / автор идеи, концепции и разработки/
1996 г. "Вопрос дня", «5 канал» - первый в истории ТВ ежедневный телефонный автоопрос телезрителей по актуальным вопросам с показом результатов в экспресс-выпусках /автор идеи и разработки/
1996 г. "Только без паники", «5 канал» - ежедневный телефорум горожан по животрепещущим проблемам /автор идеи и разработки/
1997-2000 гг. "Музыкальный ринг - новое поколение», «5 канал», РТР - продолжение музыкально- публицистического шоу 80-х /соавтор, режиссер/
1998 г. «Лого-градусы», ЛенТВ - первое в медиапространстве постоянное отображение на телеэкране температуры, давления и времени в виде динамичного цифрового логотипа /автор идеи/
2000 г. "Ринг - 2000 или Идеи для Президента России", РТР - цикл телеакций - общенациональный форум граждан России /соавтор, режиссер/
2002г. "Я - Король", «5 канал» - воскресное игровое шоу /автор идеи, соавтор, режиссер/
2003 г. "Самый модный", ТНТ - утреннее игровое шоу /автор идеи и соавтор разработки/
2004 г. "Нострадамус-шоу", "100ТВ" - утреннее игровое шоу /автор идеи и разработки/
2005 г. "Красная цена", "Оторванные от мира", "Последний платит за все» /по заказу «Амедиа»/ - развлекательные игровые шоу /автор идеи и разработки/
2007 г. "Музыкальный ринг - матч-реванш", eTVnet - мини-сериал - продолжение «Музыкального ринга -новое поколение» 90-х /соавтор, режиссер, оператор/
2008 г. "Подводному миру - Мир", телерадиокомпания "Мир" - международная телеакция в память о не вернувшихся в порт подводных лодках /автор идеи и разработки/

2009 г. "Радиоуправляемые игры третьего тысячелетия": "Тайное желание", "Футбол на слух", "Пруха", "Радиоралли", "Парамоша", "На вкус и цвет" - по заказу "Русского радио» /автор идеи и разработки/   
2010 г. "Рекорд ВКонтакте" - мультимедийный сетевой проект по заказу социальной сети "ВКонтакте" / автор идеи и разработки/

2011-2019 гг. д/фильмы, фильмы-путешествия, фильмы-портреты, видеоклипы, фильмы-концерты, видеореклама и пр. - по заказу различных корпоративных организаций /автор, режиссер, оператор/   
2012-2014 гг. "Мюзик Опен Пафос», по заказу "Music Open Pafos" - видео-версии международного оперного фестиваля /режиссер, оператор/
2015 г. "Религия любви», телеканал "Домашний" - д/фильм о межэтнических браках /соавтор, режиссер, оператор/
2016 г. "Ставка на успех" - революционный формат в области фэшн и телеиндустрии /автор идеи и разработки/
2015-2019 гг. "Сокровища Землян», "Grant-d dream - Грант-д Мечта» и ряд других европейских игровых интернет-проектов /автор идеи и разработки/ 
2018 г. - по настоящее время - оператор и режиссер монтажа европейских шоу-программ и клипов 
2019-2023 гг.  Автор и руководитель мультимедийного проекта "Загадка ЛенТВ".     
2019 г. - по настоящее время - автор и ведущий Дзен-канала "Т и В делали ТВ" 